# Nieuwerkerkse Molen
De Nieuwerkerkse molen is een korenmolen in Nieuwerkerk in de Nederlandse gemeente Schouwen-Duiveland. De molen werd in 1844 gebouwd als vervanging van een houten achtkante molen die na blikseminslag was afgebrand. In 1970 is de molen verkocht aan de toenmalige gemeente Duiveland.
De molen bleef behouden na de watersnood van 1953 maar heeft lange tijd problemen gehad door het zoute water dat in en om de molen heeft gestaan. In september 2004 werden hierom de onderste meters van de romp opnieuw gevoegd. Begin 2008 werd de potroede gerestaureerd.